# Lachaise
Lachaise település Franciaországban, Charente megyében. Lakosainak száma 306 fő (2022. január 1.). Lachaise Barret, Criteuil-la-Magdeleine, Lagarde-sur-le-Né, Saint-Palais-du-Né és Saint-Eugène községekkel határos.

## Népesség
A település népességének változása:
| Lakosok száma | 281  | 281  | 275  | 285  | 336  | 342  | 319  | 305  | 299  | 306  |
|               | 1968 | 1982 | 1990 | 2006 | 2013 | 2015 | 2017 | 2019 | 2020 | 2022 |